# سیارک ۷۶۸۳
سیارک ۷۶۸۳ (به انگلیسی: 7683 Wuwenjun، نامگذاری:1997DE) هفت هزار و ششصد و هشتاد و سومین سیارک کشف شده‌است که در ۱۹ فوریه ۱۹۹۷ کشف شد.